# Devious
Devious is een Nederlandse metalband uit Hengelo, Overijssel. Frank (drums) en Guido (gitaar) zijn met Devious begonnen. De band speelt voornamelijk in Nederland, maar ook in het buitenland. Zo heeft Devious in maart 2006 een tour door Europa gedaan samen met de deathmetalband Krisiun en in 2009 een tour door Europa gedaan samen met Entombed en Merauder.

## Biografie
Op 31 augustus 2009 bracht Deity Down Records het derde Devious album “Vision” uit.
De metalband ging voor dit album in zee met producer Jochem Jacobs (Textures), die de mix voor zijn rekening nam. Vision werd geproduceerd door oprichter en main songwriter Guido de Jongh. 
Devious werd in 2000 opgericht door Guido de Jongh (gitaar) en Frank Schilperoort (drums). De band verzorgde in de jaren daarna tientallen optredens, vooral in eigen land. In 2003 zag het eerste full length album Acts of Rage het levenslicht. Devious werd getekend door Spitzenburg Records.
Na de release van Acts of Rage maakte de band een groei door in bekendheid.
In 2006 toerde Devious met de Braziliaanse band Krisiun door Europa. Tijdens deze, en diverse andere kleine tours die daarop volgden, werden de landen Duitsland, Engeland, België, Polen, Hongarije, Oostenrijk, Tsjechië en Slovenië aangedaan.
In 2007 verscheen Domain met Coen Tabak op zang. Op dit album combineren ze moderne, groovende en gevarieerde deathmetal met de oorspronkelijke thrashmetalinvloeden van de band.
Domain werd op 1 februari 2007 uitgebracht door Deity Down Records. Naast 12 tracks
staat op dit album de videoclip van het nummer Room 302 (geregisseerd door Robin van Belzen). Domain werd lovend ontvangen door zowel pers als het Europese metalpubliek.
In juli 2008 keerde zanger en oudgediende Arnold Oude Middendorp weer terug bij de band. Datzelfde jaar stond Devious op het Zwarte Cross Festival met onder andere Merauder, Exodus, Cynic, Moonspell en Obituary. Bassist Sven van Toorn verliet de band eind 2008 na 8 jaar en werd vervangen door Daniel Centiago.
De eerste helft van 2009 stond vooral in het teken van het opnameproces voor Vision, maar Devious gaf daarnaast enkele succesvolle shows met onder andere Legion of the Damned, Entombed en Macabre.

## Discografie

### "Wolfhagen"
Gemixt en gemasterd in: Soundlodge, Rhauderfehn (DE).
Releasedatum: 11 mei 2012. 
Label: Eigen beheer.
Tracklist: 
1. One Man Horde
2. Sinner of Greed
3. Wolfhagen
4. Her Divine
5. Afterlife
6. Respiration of Fear 2012
7. Respiration of Fear (dnb/dubstep remix)

### "Vision"
Gemixt en gemasterd in: Split Second Sound, Amsterdam (NL).
Uitgebracht op: 31 augustus 2010. 
Label: Deity Down Records.
Tracklist: 
1. Heritage of the Reckless
2. False Identity
3. Respiration of Fear
4. Abide
5. Impulse Overload
6. Predefined
7. Validate
8. Disconnect

### "Domain"
Opgenomen in: Ground Zero studio, Zutphen (NL).
Uitgebracht op: 1 februari 2007. 
Label: Deity Down Records.
Tracklist: 
1. Entrance...
2. Room 302
3. Incantation of the Earthbound
4. Boundless Domain
5. Misanthropic Entities
6. Suoived Pt.II
7. The Repentance
8. Third World Suicide
9. Days of Disorder
10. Dead Cannibal Civilization
11. Shibito
12. Lowest in the Foodchain

### "Acts of rage"
Opgenomen in: Ground Zero studio, Zutphen (NL).
Uitgebracht op: 7 juli 2003. 
Label: Spitzenburg Records.
Tracklist: 
1. Haunted
2. Acts of rage
3. Harlequin of perpetual destiny
4. I'll slice you into pieces
5. Suoived (introspection)
6. Conjuration of destruction
7. Inanimate
8. 5 Min.'s in decay
9. Excavation of the undead
10. Dragged below

### "Mini 2002"
Opgenomen in: Rooftop studio, Enschede (NL).
Uitgebracht op: 8 maart 2002. 
Label: zelf gepubliceerd. 
Tracklist: 
1. Nowhere but lost
2. Harlequin of perpetual destiny
3. 5 Min.'s in decay
4. I'll slice you into pieces

## Bandleden
- Guido de Jongh, gitaar (oprichter Devious)
- Frank Schilperoort, drums (oprichter Devious)
- Wouter, gitaar (bandlid sinds 2000)
- Dennis Lusseveld, zang (bandlid sinds augustus 2011)

## Ex-bandleden
- Daniël Centiago (basgitaar, 2009-2011)
- Arnold oude Middendorp (zang, 2001-2004, 2008-2011)
- Sven van Toorn (basgitaar, 2001-2009)
- Coen Tabak (zang, 2004-2008)